# Katerina Gandzjuk
Katerina Viktorivna Gandzjuk (ukrajinsko Катерина Вікторівна Гандзюк), ukrajinska aktivistka, * 17. junij 1985, Herson, Ukrajinska SSR, Sovjetska zveza, † 4. november 2018, Kijev, Ukrajina.
Bila je aktivistka, ki se je borila za državljanske pravice in proti korupciji. Delovala je tudi kot politična svetovalka. Razkrivala je korupcijo v svojem domačem mestu Herson. 31. julija 2018 so jo napadli z žveplovo kislino, zaradi hudih poškodb je 4. novembra 2018 umrla.

## Izobrazba in kariera
Katerina Gandzjuk se je rodila 17. junija 1985 v Hersonu, ki je bil takrat del Ukrajinske SSR v Sovjetski zvezi, danes pa je to mesto v Ukrajini.
Med letoma 2002 in 2006 je študirala na Državni univerzi v Hersonu, kasneje pa je diplomirala še na dveh univerzah v Kijevu: leta 2008 na Kijevski nacionalni ekonomski univerzi, leta 2016 pa na Nacionalni akademiji za javno upravo. Leta 2003 se je pridružila politični stranki Batkivščina (slovensko: »Domovina«) in hitro postala vodja lokalne mladinske organizacije te stranke. Leta 2006 je bila izvoljena za poslanko regionalnega sveta Hersonske oblasti in v mestni svet Hersona, oboje kot predstavnica svoje stranke. Hkrati je postala tudi svetovalka župana Hersona. Sodelovala je v Oranžni revoluciji.
Leta 2012 je Katerina Gandzjuk kot prostovoljka delala za Program Združenih narodov za razvoj. Stranko Batkivščina je zapustila leta 2015. Med lokalnimi volitvami v Hersonu leta 2015 je aktivno prostovoljno pomagala vršilcu dolžnosti župana Hersona, Volodimirju Mikolajenku, da je zmagal na volitvah. Novembra 2016 je prevzela funkcijo vršilke dolžnosti vodje poslov v izvršnem odboru mestnega sveta Hersona.
Gandzjukova je kritizirala delovanje varnostnih služb. Posebej je opozarjala na korupcijo znotraj regionalnega oddelka Ministrstva za notranje zadeve. Večkrat je javno spregovorila o primerih vpletenost policije v koruptivna dejanja.

## Smrt
31. julija 2018 jo je pred njenim domom moški napadel in polil z žveplovo kislino in nato pobegnil. Utrpela je hude opekline na več kot 30% telesa in hude poškodbe oči. Ukrajinske oblasti so aretirale pet osumljencev. Evropski komisar za evropsko sosedsko politiko in pogajanja o širitvi Johannes Hahn je na Twitterju zapisal: »Napadi na aktiviste civilne družbe so nesprejemljivi. Krivci za ta grozljivi zločin morajo biti privedeni pred roko pravice.« Po napadu so jo najprej zdravili v lokalni bolnišnici, nato pa so jo premestili v specializirano bolnišnico v Kijevu.
Katerina Gandzjuk je umrla 4. novembra 2018. Kot prvotni vzrok smrti je bila ugotovljena tromboza. Ukrajinski predsednik Petro Porošenko je istega dne zvečer potrdil njeno smrt v kijevski bolnišnici. Pozval je policijo, naj stori vse, da bi razjasnila primer.
Po objavi njene smrti je v ukrajinski prestolnici prišlo do spontanega žalovanja, v katerem se je na stotine protestnikov preselilo pred ministrstvo za notranje zadeve in zahtevalo popolno preiskavo umora.
Junija 2023 sta bila nekdanji vodja sveta Hersonske oblasti Vladislav Manger in njegov pomočnik Oleksij Levin spoznana za kriva njenega umora. Obsojena sta bila na 10 let zapora in denarno kazen 15 milijonov grivn (okoli 373.000 €) kot odškodnino njenim sorodnikom.

## Zapuščina
Novembra 2022 so v Kijevu zaradi procesa odstranjevanja ruskih imen in simbolov preimenovali ulico Belega morja v Ulico Katerine Gandzjuk.